# Júlio César (Fußballspieler, März 1995)
Júlio César de Freitas Filho (* 21. März 1995 in Anápolis), auch bekannt als Júlio César, ist ein brasilianisch-portugiesischer Fußballspieler.

## Karriere
Júlio César erlernte das Fußballspielen in der Jugendmannschaft des Zweitligisten Vila Nova FC in Goiânia. 2014 wurde er als Jugendspieler dreimal in der zweiten Liga eingesetzt. 2015 wechselte er in die Jugend des Goiás EC. Von Anfang August 2015 bis Ende Januar 2016 war er vertrags- und vereinslos. Am 28. Januar 2016 nahm ihn der CE Operário Várzea-Grandense aus Várzea Grande unter Vertrag. 2017 wechstel er nach Anápolis zu GE Anápolis. Von Anfang 2017 bis April 2017 wurde er an den brasilianischen Verein Anápolis FC ausgeliehen. Anschließend wechselte er ebenfalls auf Leihbasis nach Europa zum portugiesischen Zweitligisten Nacional Funchal. Am Ende der Saison 2017/2018 feierte er mit dem Verein die Zweitligameisterschaft und den Aufstieg in die erste Liga. Nach dem Aufstieg wurde César im Juli 2018 fest von Funchal unter Vertrag genommen. Nach einer Spielzeit musste er mit dem Club als Vorletzter wieder in die zweite Liga absteigen. Die Saison 2019/20 der zweiten Liga wurde nach dem 24. Spieltag wegen der COVID-19-Pandemie. Nach dem Abbruch belegte Funchal den ersten Platz und stieg abermals in die erste Liga auf. Am Ende der Saison 2020/21 belegte Funchal den letzten Tabellenplatz und musste wieder den Weg in die Zweitklassigkeit antreten. Nach insgesamt fünf Spielzeiten wechwelte er Ende Juli 2022 nach Kuwait zum Al-Fahaheel SC. Mit dem Verein aus der Stadt Kuwait spielte er in der ersten Liga, der Kuwaiti Premier League. Nach zweit Spielzeiten ging er Ende August 2024 zum bahrainischen Erstligisten Al-Riffa SC. Einen Monat später wurde sein Verein wieder aufgelöst. Von Ende September 2024 bis Anfang Januar 2025 war er vertrags- und vereinslos. Der thailändische Erstligist Chiangrai United aus Chiangrai nahm ihn am 7. Januar 2025 unter Vertrag. Hier bestritt er 14 Ligaspiele. Im Juni 2025 ging er nach Indonesien. Hier unterschrieb er in Bandung einen Vertrag beim Meister Persib Bandung.

## Erfolge
Nacional Funchal
- Portugiesischer Zweitligameister: 2017/18